# Miljödepartementet
Miljödepartementet (M) var ett departement i det svenska regeringskansliet. Departementet lades ner efter regeringsskiftet år 2022, när den nytillträdda regeringen Kristersson flyttade miljöfrågorna till Klimat- och näringslivsdepartementet. 
Miljödepartementet arbetade bland annat med frågor som rör minskade klimatutsläpp, en giftfri vardag, och att stärka den biologiska mångfalden på land och i vatten. Departementet ansvarade också för frågor som berörde kretslopp och avfall, strålsäkerhet, skydd och skötsel av värdefull natur samt internationellt miljösamarbete. De 16 nationella miljömålen var grunden för regeringens miljöpolitik och miljömålssystemet var den centrala, gemensamma plattformen för aktörer i det svenska miljöarbetet. Ett antal statliga myndigheter var knutna till departementets ansvarsområden. Departementet var beläget på Fredsgatan 6 i Stockholm.

## Historia

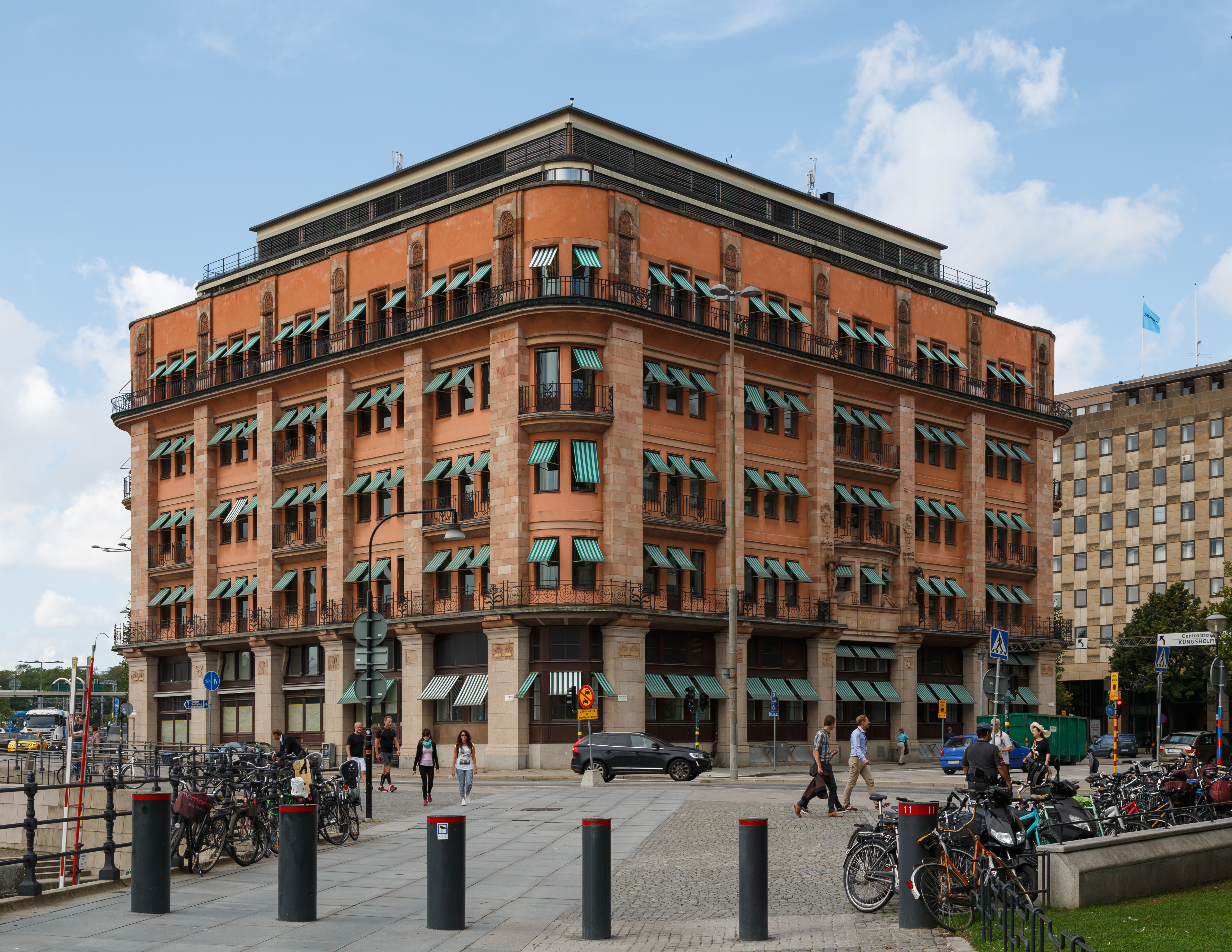
Miljödepartementet hade tidigare sitt säte i Centralpalatset vid Tegelbacken i Stockholm.

Departementet inrättades den 1 januari 1987 som Miljö- och energidepartementet. Miljöfrågorna hade tidigare sorterat under Jordbruksdepartementet och energifrågorna under Industridepartementet. Den 15 maj 1990 återfördes energifrågorna till Industridepartementet, varför Miljö- och energidepartementet då också bytte namn till Miljödepartementet. Från den 1 december 1991 till den 31 december 1994 benämndes departementet Miljö- och naturresursdepartementet. Från den 1 januari 1995 till och med den 31 december 2004 kallades det åter Miljödepartementet. Mellan den 1 januari 2005 och den 31 december 2006 hette departementet Miljö- och samhällsbyggnadsdepartementet, eftersom den dåvarande statsministern Göran Persson genom detta departement ville förverkliga sin vision om "det gröna folkhemmet". Under denna period var departementet även ansvarigt för bostadsfrågor (före och efter under Finansdepartementet) och energifrågor (före och efter under Näringsdepartementet). Från den 1 januari 2007 hette departementet för tredje gången Miljödepartementet. Efter regeringen Löfven I:s tillträde bytte det åter namn den 1 januari 2015 till det ursprungliga Miljö- och energidepartmentet. 2019 återgick namnet ännu en gång till Miljödepartementet, då energifrågorna flyttades till det nyinrättade Infrastrukturdepartementet. 

## Kontroverser kring nedläggningen
Den 18 oktober 2022 meddelades av regeringen Kristersson att Miljödepartementet skulle läggas ned vid årsskiftet, vilket också gjordes, och miljöfrågor hamnade istället under det nya Klimat- och näringslivsdepartementet med KD-ledaren Ebba Busch som chef. När beslutet om nedläggning blev känt stal aktivister från Greenpeace departementets entréskylt och sedan dess har organisationen använt den tillsammans med kända artister för att få uppmärksamhet kring vad de uppfattar bristande miljöpolitik från regeringen. Bland annat har skylten dykt upp när Stefan Sundström uppträdde i Allsång på Skansen, då Håkan Hellström spelade på WayOutWest, när First Aid Kit uppträdde i Globen och när Thåström uppträdde på Rosendal Garden Party.

## Statsråd
Miljöministern har varit departementschef på Miljödepartementet sedan inrättandet 1987, bortsett från åren 2004-2006 då samhällsbyggnadsminister Mona Sahlin var departementschef och därmed överordnad statsrådet och miljöministern Lena Sommestad.

### Miljöminister
Se Sveriges miljöminister

### Övriga statsråd på Miljödepartementet
| Namn | Namn           | Befattning               | Ämbetsperiod               | Politisk tillhörighet |
| ---- | -------------- | ------------------------ | -------------------------- | --------------------- |
|      | Görel Thurdin  | planminister             | 1991–1994                  | Centerpartiet         |
|      | Mona Sahlin    | samhällsbyggnadsminister | 2004–2006                  | Socialdemokraterna    |
|      | Ibrahim Baylan | energiminister           | 3 oktober 2014–25 maj 2016 | Socialdemokraterna    |

## Statssekreterare

### Statssekreterare hos miljöministern sedan 2014
- Yvonne Ruwaida 2014–2016
- Göran Enander 2014–2015
- Gunvor G. Ericson 2015–2016 och 2019–2021
- Per Ängquist 2016–2019
- Eva Svedling 2019–2021
- Annika Jacobsson 2021–2021
- Anders Mankler 2021–2021
- Anders Grönvall 2021–2022
- Daniel Westlén 2022-[7]

### Övriga statssekreterare på Miljödepartementet
- Nils Vikmång 2014–2016, åt energiminister Ibrahim Baylan